# یوزف فرایهر فن آیشندرف
یوزف فرایهر فن آیشندرف (آلمانی: Joseph Freiherr von Eichendorff؛۱۰ مارس ۱۷۸۸– ۲۶ نوامبر ۱۸۵۷) یک نویسنده، و شاعر اهل آلمان بود.